# Ove Svenson
Ove Carl Wilhelm Svenson, född 2 februari 1880 i Jönköping, död okänt år, var en svensk-dansk målare och grafiker.
Han var son till arkitekten Gustaf Svenson och Lydia Bille. Svenson studerade litografiteknik för Jens Chr. Cato och målning vid Dorphs målarskola 1908–1909. Svenson var huvudsakligen verksam i Danmark som grafiker där han arbetade med litografi och radering samt i mindre omfattning akvarellmålning. Han företog några studieresor till Tyskland Italien och Frankrike på 1910-talet. Han medverkade i samlingsutställningar på Charlottenborg och Grafisk Kunstnersamfunds utställningar i Köpenhamn och Århus. Svenson är representerad vid Øregaards Museum och i kopparstickssamlingen vid Statens museum for Kunst i Köpenhamn.  